# بیت راس
شهر بیت راس (به عربی: بیت راس) در اربد در کشور اردن واقع شده‌است. جمعیت این شهر ۱۸٫۰۲۳ نفر است.